# Salem (South Dakota)
Salem is een plaats (city) in de Amerikaanse staat South Dakota, en valt bestuurlijk gezien onder McCook County.

## Demografie
Bij de volkstelling in 2000 werd het aantal inwoners vastgesteld op 1371.
In 2006 is het aantal inwoners door het United States Census Bureau geschat op 1380, een stijging van 9 (0,7%).

## Geografie
Volgens het United States Census Bureau beslaat de plaats een oppervlakte van
2,6 km², geheel bestaande uit land. Salem ligt op ongeveer 464 m boven zeeniveau.

## Plaatsen in de nabije omgeving
De onderstaande figuur toont nabijgelegen plaatsen in een straal van 24 km rond Salem.